# Отворено првенство Тексаса у тенису
Отворено првенство Тексаса је тениски турнир за жене, који се игра у Даласу, у Сједињеним Америчким Државама. Игра се од 2011, као дио серије међународних турнира.

## Поени и новчана награда[1]
| Пласман       | Поени | Новчана награда |
| ------------- | ----- | --------------- |
| Победа        | 280   | 37.000 $        |
| Финале        | 200   | 19.100 $        |
| Полуфинале    | 130   | 10.400 $        |
| Четвртфинале  | 70    | 5.625 $         |
| Осмина финала | 30    | 3.100 $         |
| Прво коло     | 1     | 1.825 $         |

| Пласман      | Поени | Новчана награда |
| ------------ | ----- | --------------- |
| Победа       | 280   | 11.000 $        |
| Финале       | 200   | 5.750 $         |
| Полуфинале   | 130   | 3.100 $         |
| Четвртфинале | 70    | 1.650$          |
| Прво коло    | 1     | 860 $           |

## Финала

### Појединачно
| Година | Побједница    | Финалисткиња | Резултат |
| ------ | ------------- | ------------ | -------- |
| 2011   | Забине Лизики | Араван Резај | 6–2, 6–1 |

### Парови
| Година | Побједнице                     | Финалисткиње                | Резултат |
| ------ | ------------------------------ | --------------------------- | -------- |
| 2011   | Алберта Бријанти Сорана Крстеа | Ализе Корне Полин Пармантје | 7–5, 6–3 |